# Фёдоровка (Комсомольский сельский совет)
Федоровка (укр. Федорівка) — село,
Комсомольский сельский совет,
Лозовский район,
Харьковская область.
Код КОАТУУ — 6323982006. Население по переписи 2001 года составляет 138 человек (68 мужчин, 70 женщин).

## Географическое положение
Село Федоровка находится на расстоянии в 4 км от Орельского водохранилища.
В 2-х км находится село Григоросово.
По селу протекает пересыхающий ручей с несколькими запрудами.

## История
- 1930 — дата основания.

## Экономика
- Молочно-товарная ферма.